# Resistente Stärke
Resistente Stärken (RS) sind, obwohl sie stöchiometrisch wie gewöhnliche Stärke aufgebaut sind, durch menschliche Verdauungsenzyme im oberen Dünndarm nicht abbaubar. Sie werden aber von der intestinalen Mikroflora des Dickdarms verstoffwechselt. RS zählen damit zu den Ballaststoffen. Im Gegensatz dazu ist die modifizierte Stärke bereits im Dünndarm verdaulich.
Die Strukturen der Resistenten Stärken wurden in den 1980er-Jahren aufgeklärt und seither von Lebensmittelherstellern und Ernährungswissenschaftlern untersucht. Dabei spielen die Aspekte Funktionalität bei der Herstellung und gesundheitsfördernde Eigenschaften (Darmtätigkeit, Wirkung auf den Blutzuckerspiegel) eine Rolle.

## Unterarten
Es werden vier Unterarten der Resistenten Stärke unterschieden:
- RS1 ist Stärke, die in intakten Zellen(verbänden) eingeschlossen ist. Wenn diese physikalisch (z. B. durch Kauen) oder chemisch (z. B. durch Abbau der sie umgebenden Matrix) aufgeschlossen wird, kann sie durch die Verdauungssäfte in normaler Weise bearbeitet werden.
- RS2 ist Stärke, die aufgrund ihrer Struktur für die Verdauungsenzyme unzugänglich ist. Wird sie erhitzt, faltet sich ihre kompakte Struktur auf, und sie kann verdaut werden.
- RS3 (Retrogradierte Stärke) entsteht beim Erhitzen und anschließendem Abkühlen von Stärke. Es bildet sich eine kompakte Kristallstruktur, die für die Verdauungsenzyme unzugänglich ist. Resistente Stärke (RS) vom Typ 3 ist in der Lage, den glykämischen Index (GI) einer Speise zu beeinflussen. Sie begünstigt die von der Darmflora bevorzugte und ernährungsphysiologisch erwünschte Butyratbildung. Weiterhin fördert sie die erwünschte Bildung von Milch- und Essigsäure durch entsprechende Mikroorganismen (Lactobazillen, Bacteroides).[1][3]
- RS4 ist chemisch modifizierte oder repolymerisierte Stärke wie Dextrine mit veränderter Vernetzung der Ketten. RS4 ist für die Verdauungsenzyme unzugänglich.[4]